# سیارک ۱۲۰۰
سیارک ۱۲۰۰ (به انگلیسی: 1200 Imperatrix، نامگذاری:1931RH) هزار و دویستمین سیارک کشف شده‌است که در ۱۴ سپتامبر ۱۹۳۱ و در هایدلبرگ کشف شد.
قدر مطلق سیارک برابر ۱۰٫۵۰ است.